# Leptosporomyces
Leptosporomyces Jülich (sprzążkowiec) – rodzaj grzybów z rodziny błonkowatych (Atheliaceae). W Polsce występuje jeden gatunek.

## Charakterystyka
Grzyby kortycjoidalne o bazydiokarpie rozpostartym, rozproszonym, miękkim i kruchym, błonkowatym. Hymenofor gładki, białawy lub z zielonymi lub różowawymi odcieniami. System strzępkowy monomityczny, strzępki ze sprzążkami, cienkościenne lub grubościenne, szkliste, inkrustowane lub nie. Cystyd zwykle brak, jeśli są to w postaci cienkościennych leptocystyd. Podstawki maczugowate, zwykle małe, o długości do 12–15 µm, 4-sterygmowe ze sprzążkami bazalnymi. Bazydiospory elipsoidalne lub cylindryczne, zwykle do 5 μm długości, gładkie, cienkościenne, nieamyloidalne, niecyjanofilne.
Ogólne rozgraniczenie Fibulomyces i Leptosporomyces od Athelia jest nieco kontrowersyjne. Obydwa rodzaje różniły się od Athelia głównie mniejszym rozmiarem i kształtem podstawek. Fibulomyces i Leptosporomyces są filogenetycznie bardzo blisko spokrewnione, prawie nie do odróżnienia morfologicznie. Konieczne są badania molekularne w celu uporządkowania taksonomii tych rodzajów.

## Systematyka i nazewnictwo
Pozycja w klasyfikacji według Index Fungorum: Atheliaceae, Atheliales, Agaricomycetidae, Agaricomycetes, Agaricomycotina, Basidiomycota, Fungi.
Polską nazwę nadał Władysław Wojewoda w 1999 r.
Gatunki występujące w Polsce:
- Leptosporomyces fuscostratus (Burt) Hjortstam 1987[4]
- Leptosporomyces galzinii (Bourdot) Jülich 1972 – sprzążkowiec żółtozielonawy
- Leptosporomyces raunkiaeri (M.P. Christ.) Jülich 1972[5]
- Leptosporomyces septentrionalis (J. Erikss.) Krieglst. 1991

WNazwy naukowe na podstawie Index Fungorum. Wykaz gatunków i nazwy polskie według Władysława Wojewody i innych.